# Daniil Sapunov
Daniil Sapunov, Oekraïens:Данил Владимирович Сапунов, (Zaporizhzhia, 5 april 1982) is een Kazachs triatleet. Hij nam driemaal deel aan de Olympische Spelen, maar won hierbij geen medailles.
Sapunov deed mee aan de Olympische zomerspelen van Athene. Hij finishte als 17e in een tijd van 1:54.33,15. Vier jaar later moest hij zich op de Olympische Spelen van 2008 in Peking tevreden stellen met een 21e plaats in een tijd van 1:50.58,98. Namens Oekraïne nam hij vier jaar later deel aan de Olympische Spelen (2012) in Londen, waar hij eindigde op de 42ste plaats in de eindrangschikking met een tijd van 1:51.32. 
Hij is getrouwd met de olympisch triatlete Yuliya Sapunova.

## Palmares

### triatlon
- 2004: 17e Olympische Spelen van Athene
- 2005:  WK neo-senioren in Gamagori
- 2005: 6e ETU Europese bekerwedstrijd in Alanya
- 2006:  Aziatische bekerwedstrijd in Burabay
- 2006:  Aziatische bekerwedstrijd in Macau
- 2006:  Aziatische bekerwedstrijd in Burabay
- 2006:  Aziatische Spelen
- 2008: 21e Olympische Spelen van Peking
- 2012: 42e Olympische Spelen van Londen
- 2013: 141e WK olympische afstand - 50 p
- 2014: 58e WK olympische afstand - 504 p
- 2015: 95e WK olympische afstand - 272 p
- 2016: 60e WK olympische afstand - 217 p